# رویی فریره دی آندرادا
رویی فری یر دی آندردا (؟ - سپتامبر ۱۶۳۳ در مسقط) یک نظامی پرتغالی بود.

## زندگی‌نامه
در ژانویه ۱۶۱۹، وی به عنوان «ژنرال دریای هرمز و سواحل پارس و عربستان»، با هدف پراکنده کردن نیروهای انگلیسی از خلیج فارس، که از سال ۱۶۱۶ کارخانه ای در جاسک ایجاد کرده بودند، لیسبون را به منطقه خلیج فارس ترک کرد. او با تحت فشار قرار دادن ایرانیان، آنها را از پادگان در جزیره قشم رانده و قلعه ای برای پرتغالی‌ها را در آنجا بنا کرد.
در ۸ مه ۱۶۲۱ ساخت و ساز قلعه قشم برای تأمین آب آشامیدنی هرمز آغاز شد. این عمل به عنوان نشانه ای از دشمنی توسط شاه ایران قلمداد شد و وی در سال ۱۶۲۲ با حمایت نیروهای عربی موفق شد جولفر را به دست پرتغالی‌ها تسخیر کند.
پس از از دست دادن هرمز، به مدت یک دهه، نیروهای پرتغالی، تحت فرماندهی رویی فریر دو آندرادا، چندین تلاش برای بازپس‌گیری آن انجام دادند: از نظر نظامی در سالهای ۱۶۲۳، ۱۶۲۴، ۱۶۲۵ و ۱۶۲۷ و به صورت دیپلماتیک در سال ۱۶۳۱، اما همهٔ آن‌ها بدون موفقیت بودند.
با سقوط هرمز، پرتغالی‌ها پایگاه جدید خود را در مسقط تأسیس کردند و در سال ۱۶۲۳ کارخانه ای در بصره، در دهانه رود فرات ایجاد کردند. در همان سال، رویی فری یر دی آندردا دوباره Forte de Soar را اشغال کرد، سال پیش از آن از ایرانیان شکست خورد و پایگاه جدیدی را در خصب در شبه‌جزیره مسندم ایجاد کرد.
رویی فری یر دی آندردا در سپتامبر ۱۶۳۳ درگذشت، و در کلیسای Santo Agostinho، در مسقط به خاک سپرده شد. پس از مرگ وی، در دوره ای که تا سال ۱۶۳۵ ادامه داشت، معاهدات صلح با ایرانی‌ها و انگلیسی‌ها منعقد شد.

## کتابشناسی - فهرست کتب
- Comentários do grande capitão Rui Freire de Andrada. Lisboa: Ministério das Colónias; Agência Geral das Colónias, 1940. 374p. mapas.
- SARAIVA, José Hermano (coord.). História de Portugal: Dicionário de Personalidades. Lisboa: Ed. QuidNovi, 2004.

 نیوفاندلند و لابرادور